# Chiesa dei Santi Pietro e Paolo (Marano di Valpolicella)
La chiesa dei Santi Pietro e Paolo è la parrocchiale di Marano di Valpolicella, in provincia e diocesi di Verona; fa parte del vicariato della Valpolicella.

## Storia

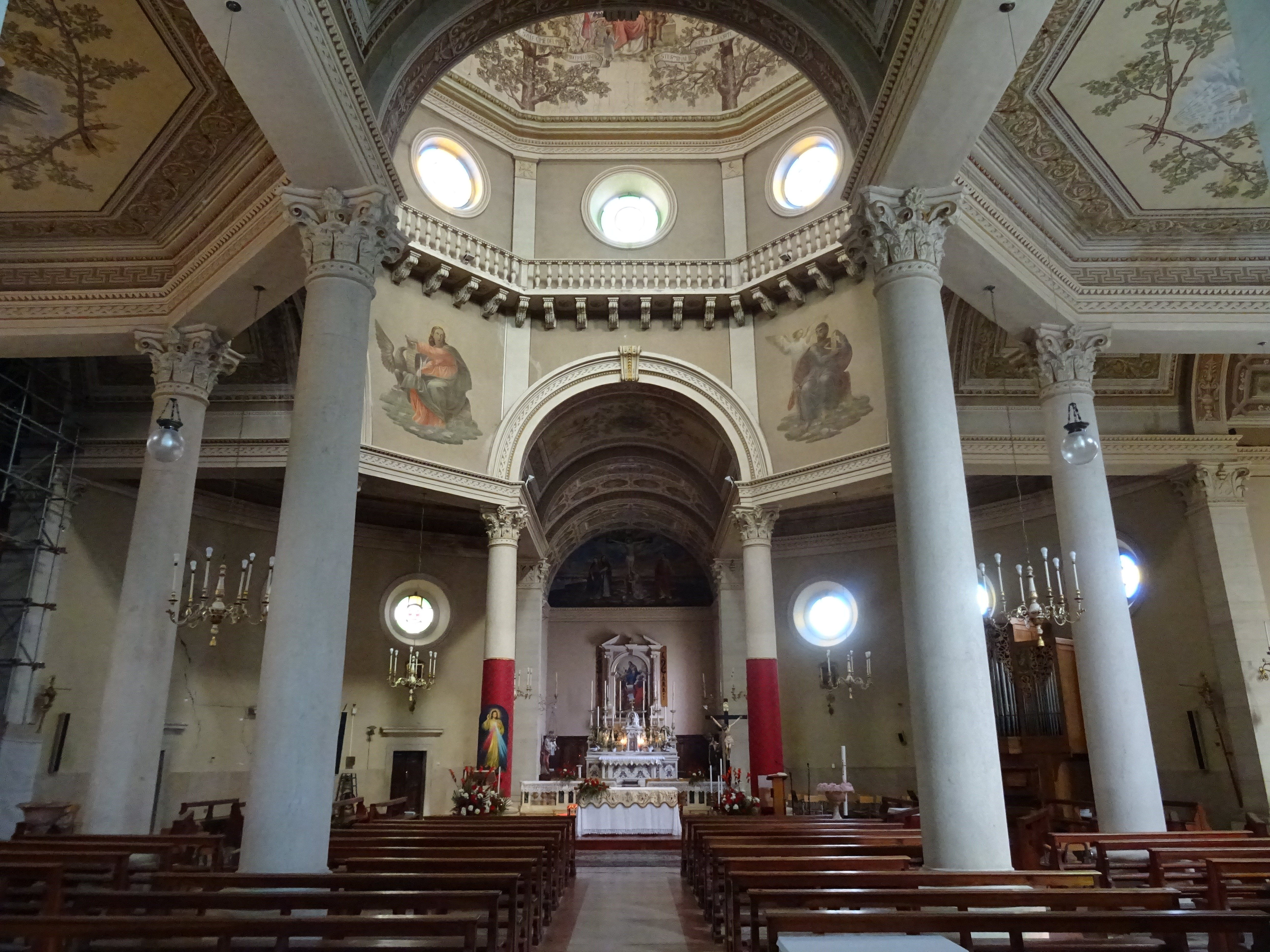
Interno

La prima citazione di una cappella a Marano, edificata forse tra i secoli XII e XIII e dipendente dalla pieve di San Floriano, risale al 1408.
Dalla relazione della visita pastorale del 1458 del vescovo di Verona Ermolao Barbaro si legge che la chiesa, descritta come "pulcherrima et valde ornata", era stata ricostruita da poco; negli atti della visita del vescovo Luigi Lippomano si legge che questo luogo di culto si componeva di un'unica navata, sulla quale si affacciavano due cappelle laterali.
Nel 1773, dopo che i maranesi avevano ottenuto il permesso di riedificare la chiesa, iniziarono i lavori; la struttura, disegnata da Adriano Cristofali, venne portata a termine quattro anni dopo, mentre l'erezione a parrocchiale fu decretata il 24 dicembre 1797 dal vescovo Giovanni Avogadro.
La chiesa venne dichiarata pericolante nel 1921 e, dopo molte incertezze, tre anni dopo fu posta la prima pietra della nuova parrocchiale, progettata dall'ingegner Luigi Marconi; l'edificio, che andò ad inglobare parte del luogo di culto settecentesco, venne terminato nel 1937 e consacrato il 19 marzo 1978 dal vescovo Giuseppe Carraro.
Nel 2004 fu eseguito il rinnovamento dell'impianto di illuminazione e nel 2008 la chiesa venne adeguata alle norme postconciliari.

## Descrizione

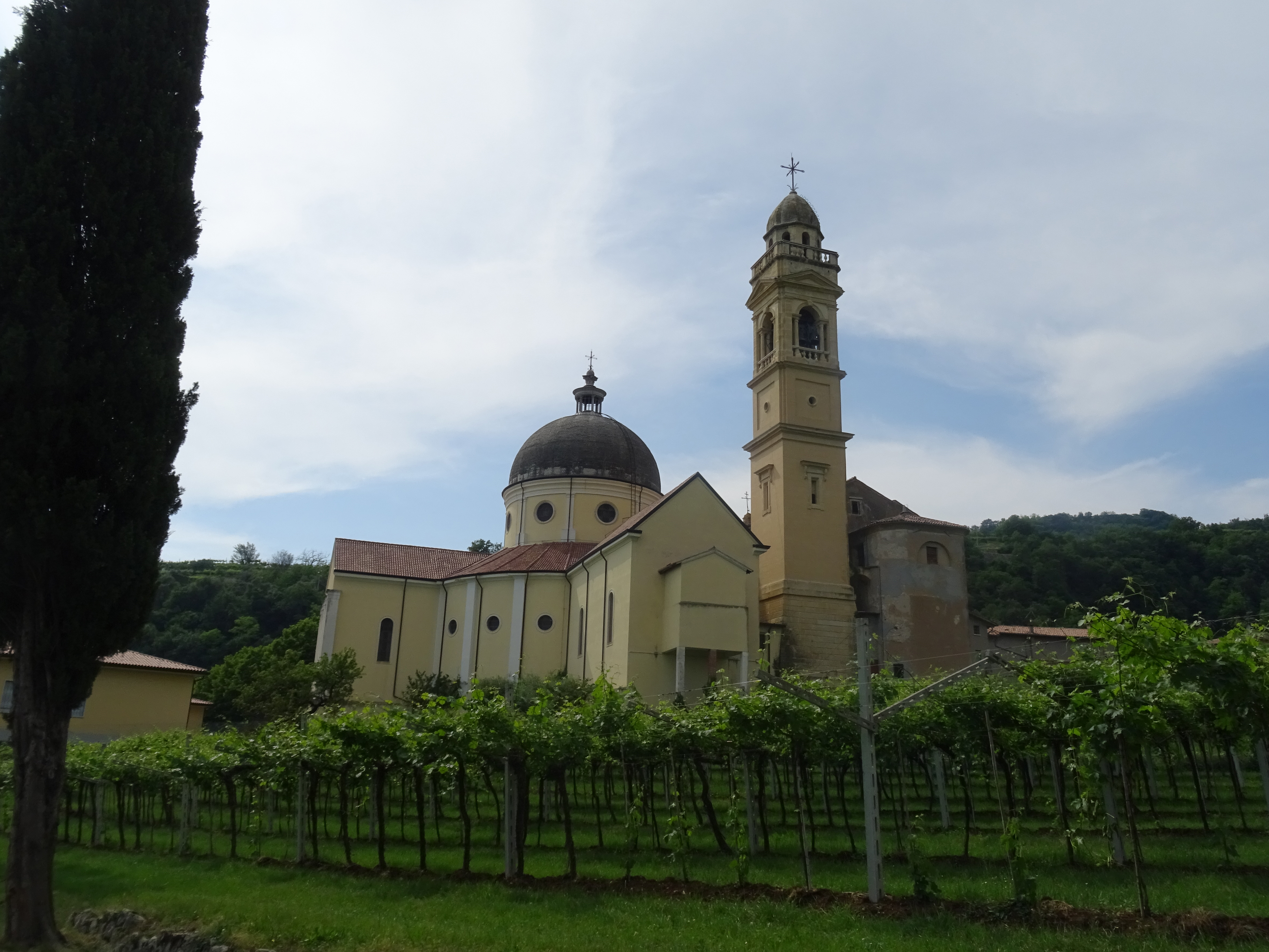
Vista del retro

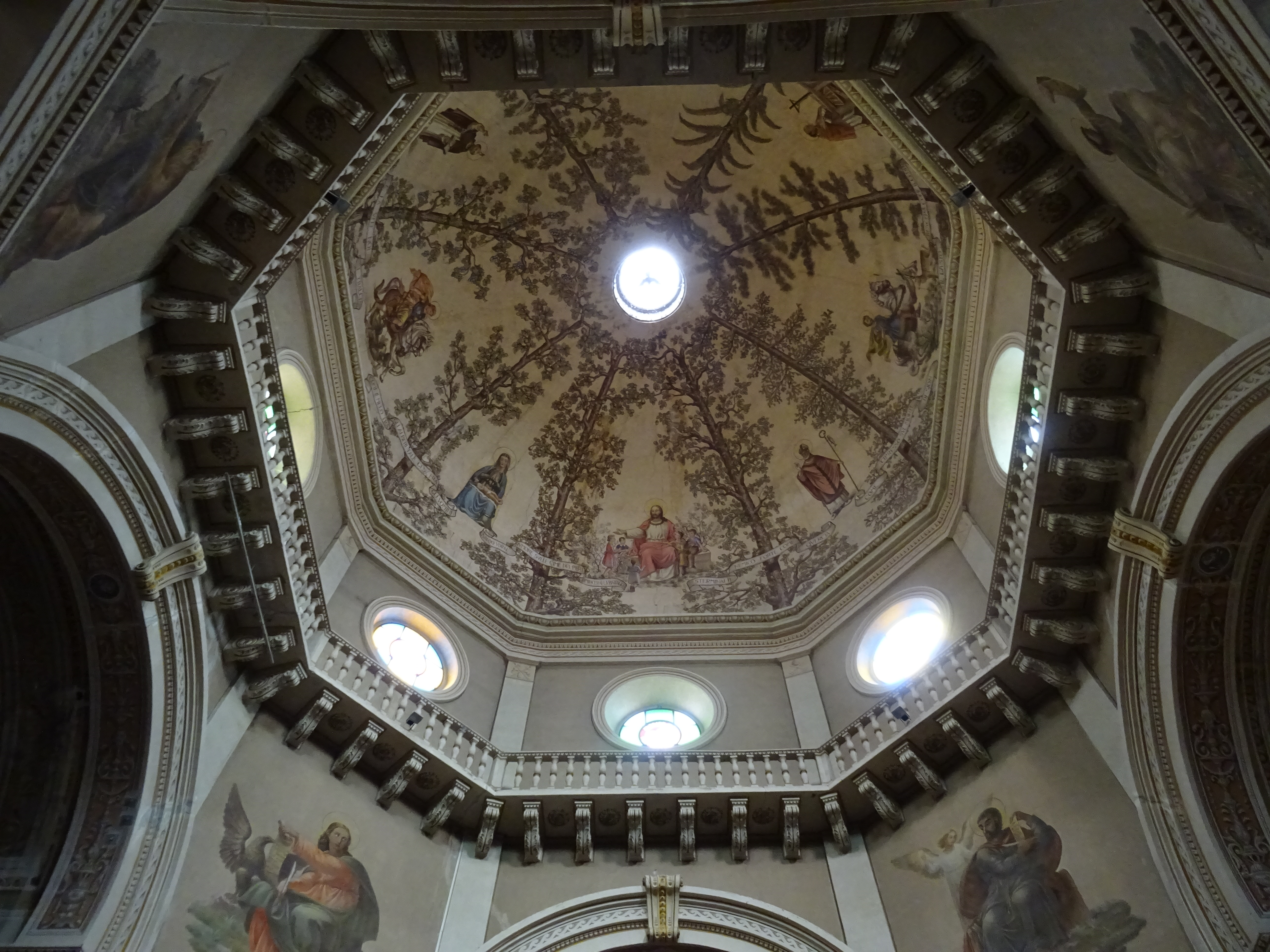
Interno della cupola

### Esterno
La facciata a capanna della chiesa, rivolta a occidente e scandita da quattro lesene d'ordine composito sorreggenti il timpano architettura, presenta al centro il portale d'ingresso lunettato e ai lati due nicchie ospitanti le statue raffiguranti i Santi Pietro e Paolo.
Annesso alla parrocchiale è il campanile a base quadrata, il cui progetto, originariamente disegnato da Adriano Cristofali, fu successivamente rivisto e modificato da Luigi Trezza; la cella campanaria presenta su ogni lato una serliana ed è coronata dalla cupola poggiante sul tamburo.

### Interno
L'interno dell'edificio, a pianta centrale, si compone di un'ampia aula circolare posta nel mezzo, coronata da un tamburo con otto oculi e da una cupola con lanterna; lo spazio è attorniato da un corridoio a copertura piana, illuminato da una serie di oculi e separato dall'aula da coppie di colonne corinzie a sostegno della trabeazione perimetrale, e da quattro bracci voltati a botte e disposti ortogonalmente tra loro, formando due assi: uno unisce l'ingresso a ovest e il lungo presbiterio a est, mentre l'altro collega la cappella a sud e quella a nord, che occupa parte della navata della chiesa preesistente. Il presbiterio, rialzato di alcuni gradini, è affiancato sulla sinistra dalla cappella feriale, ricavata da un'ampia porzione dell'aula del luogo di culto settecentesco.
Tutti gli spazi sono riccamente decorati: le pareti sono scandite da lesene corinzie, mentre le coperture sono ornate con stucchi e affreschi, eseguiti tra il 1944 e il 1947 rispettivamente da Ettore Cavazza e da Aldo Tavella. L'organo a canne, realizzato tra il 1989 e il 1991 da Giorgio Carli recuperando l'antico strumento della ditta Gaetano Zanfretta proveniente dalla chiesa settecentesca, presenta una cassa chiusa con due pannelli dipinti da Gianfranco Ghidoli.